# Lahkovodni reaktor
Lahkovodni reaktor (ang. Light Water Reactor - LWR) je vrsta jedrskega reaktorja, ki za hlajenje in moderiranje uporablja običajno "lahko" vodo. Jedrsko gorivo je "obogateno" in je v trdni obliki. Lahkovodni reaktorji delujejo na spektru termičnih ("počasnih") nevtronov. Lahkovodni reaktorji so s 75% deležem najbolj pogost tip jedrskih reaktorjev na svetu. Obstajajo tri podkategorije:
- Tlačnovodni (PWR) - najbolj pogosti, NEK Krško je tega tipa
- Vrelovodni (BWR) - manj pogosti
- Reaktorji, hlajen s superkritično vodo (SCWR) - v fazi načrtovanja

Sovjetski reaktor RBMK je sicer uporabljal grafit kot moderator in lahko vodo za hlajenje, venar se ga ne obravnava kot lahkovodni reaktor.
Lahkovodni reaktorji so najcenejši za izgradnjo in obratovanje. Ker se uporablja lahka voda, ki absorbira del nevtronov, je potrebno obogateno jedrsko gorivo. Gorivo se menja vsakih 12-18 mesecev, pri tem je treba reaktor izklopiti. Po navadi se zamenja 20-30% goriva. Za gorivo se največkrat uporablja 3-5% U235, vendar pa med delovanjem iz U238 nastaja Pu239, ki je prav tako cepilen in se sproti porablja. Fisija Pu239 prispeva okrog tretjino moči reaktorja. Izrabljeno gorivo iz lahkovodnih reaktorjev ima okrog 1% fisilnega materiala, ki ga je možno ponovno uporabiti - "reprocesirati".
Obstajajo tudi težkovodni reaktorji (HWR), ki uporablja "težko" vodo za moderator in hlajenje. Težka voda ima namesto vodika, njegov izotop devterij. Prednost težkovodnih reaktorjev je, da ne potrebujejo obogatenega urana za delovanje, lahko delujejo na naravnem uranu (0,72% U235) ali pa celo porabljenem gorivu iz lahkovodnih reaktorjev, ki ima okrog 1% fisilnega materiala. Druga prednost je HWR je, da se lahko menja gorivo med delovanjem ("on-line"). Slabost pa je velika cena težke vode.

## Statistika
| Število lahkovodnih reaktorjev v uporabi          | 359   |
| Število lahkovodnih reaktorjev v gradnji          | 27    |
| Število držav z lahkovodnimi reakorji             | 27    |
| Električna kapaciteta vseh lahkovodnih reaktorjev | 328,4 |